# NADPH:キノンレダクターゼ
NADPH:キノンレダクターゼ（NADPH:quinone reductase）は、次の化学反応を触媒する酸化還元酵素である。
NADPH + H+ + キノン {\displaystyle \rightleftharpoons } NADP+ + セミキノン
反応式の通り、この酵素の基質はNADPHとH+とキノン、生成物はNADP+とセミキノンである。
組織名はNADPH:quinone oxidoreductaseで、別名にNADPH2:quinone reductaseがある。